# Оксихлорид фосфора
Оксихлорид фосфора (фосфора хлорокись, фосфорилхлорид, хлорангидрид ортофосфорной кислоты, трихлороксид фосфора(V)) — неорганическое соединение с формулой POCl3, бесцветная ядовитая жидкость, дымит на воздухе.

## Получение
- Действие хлористого водорода на оксид фосфора:
{\displaystyle {\ce {P4O10{}+3HCl->[200~^{\circ }{\text{C}}]POCl3{}+3HPO3}}}
- Действие хлорида фосфора на оксид фосфора:
{\displaystyle {\ce {P4O10{}+6PCl5->[150{-}175~^{\circ }{\text{C}}]10POCl3}}}
- Окисление кислородом трихлорида фосфора:
{\displaystyle {\ce {2PCl3{}+O2->[50{-}60~^{\circ }{\text{C}}]2POCl3}}}
- Разложение пентахлорида фосфора:
{\displaystyle {\ce {PCl5{}+SO2->[50{-}60~^{\circ }{\text{C}}]POCl3{}+SCl2O}}}
{\displaystyle {\ce {2PCl5{}+CaSO3->[50{-}60~^{\circ }{\text{C}}]2POCl3{}+SCl2O{}+CaCl2}}}
{\displaystyle {\ce {PCl5{}+ H2SO4 -> POCl3 + HCl + HSO3Cl}}}
{\displaystyle {\ce {3PCl5{}+2B(OH)3->[150~^{\circ }{\text{C}}]3POCl3{}+6HCl{}+B2O3}}}

## Физические свойства
Оксихлорид фосфора — бесцветная жидкость, дымит во влажном воздухе. В холодной воде и спирте разлагается.
Хорошо растворяется в бензоле, хлороформе, сероуглероде, четыреххлористом углероде.

## Химические свойства
- Дымит на воздухе вследствие разложения водяными парами с образованием фосфорной кислоты и хлороводорода:
{\displaystyle {\ce {POCl3{}+ 3 H2O -> H3PO4 + 3 HCl}}}
- Реагирует с щелочами:
{\displaystyle {\ce {POCl3{}+ 6 NaOH -> Na3PO4{}+ 3 NaCl + 3 H2O}}}
- Используется для получения других оксигалогенидов фосфора:
{\displaystyle {\ce {POCl3{}+3HF->[65~^{\circ }{\text{C}},~{\ce {SbCl5}}]POF3{}+3HCl}}}
{\displaystyle {\ce {POCl3{}+ 3 LiI ->[{\ce {CS2}}] POI3{}+ 3 LiCl}}}
- Реагирует с газообразным аммиаком в среде хлороформа при низкой температуре[4]:
{\displaystyle {\ce {POCl3{}+6NH3->[-15~^{\circ }{\text{C}}]P(NH2)3O\downarrow +3NH4Cl}}}

## Токсичность
Является высокотоксичным веществом, включено в список АХОВ. Вызывает раздражение слизистых оболочек, боль в глазах, сухой кашель, чувство удушья, цианоз, возможен отёк легких, сердечные расстройства. Отмечается скрытый период действия: раздражение и слезотечение появляются через 2—6 часов. При попадании на кожу вызывает медленно заживающие ожоги.
ПДК в воздухе — 0,4 мг/м3.

## Применение
- В органическом синтезе. В химико-фармацевтической промышленности, производстве синтетических красителей и пластмасс.